# Александровка (Сивинский район)
Александровка — упразднённый хутор, располагавшийся в Сивинском районе Пермского края России.

## География
Упразднённый хутор находился в западной части края, в пределах восточной части Верхнекамской возвышенности, к востоку от реки Канцар, на расстоянии приблизительно 5 километров (по прямой) к северо-западу от села Сивы, административного центра района.

### Климат
Климат характеризуется как умеренно континентальный, с продолжительной многоснежной холодной зимой и коротким умеренно тёплым летом. Средняя многолетняя температура самого холодного месяца (января) составляет −15,1 °С (абсолютный минимум — −50,5 °С), температура самого тёплого (июля) — 17,7 °С (абсолютный максимум — 34,5 °С). Среднегодовое количество осадков — 586 мм. Снежный покров держится в среднем около 180 дней в году.

## История
По данным переписи 1926 года в деревне Александровка (Полуверцы) имелось 6 хозяйств и проживало 50 человек (22 мужчины и 28 женщин), русских по национальности. В административном отношении входила в состав Сивинского сельсовета Сивинского района Пермского округа Уральской области.
В 1963 году Александровка (Полувер) числилась как хутор Сивинского сельсовета Верещагинского сельского района, в котором проживало 4 человека. Населённый пункт упразднён не позднее 1981 года.